# Henri-Jean-Charles-Eugène Denis
Henri-Jean-Charles-Eugène Denis, belgijski general, * 1877, † 1957.